# Liste der Bischöfe von Tortona
Die folgenden Personen waren Bischöfe von Tortona (Italien):
- Heiliger Martianus I. (?–6. März 120)
- Heiliger Aribert (120–145)
- Heiliger Ammonio (zirka 150–171)
- Heiliger Terenziano (?–186)
- Heiliger Costanzo (187–237)
- Heiliger Lorenz I. (zirka 240–zirka 265)
- Heiliger Anastasius (zirka 272–zirka 275)
- Heiliger Marcellinus (277–?)
- Heiliger Giuliano
- Heiliger Meliodoro I. (305–?)
- Heiliger Innozenz (318–342 oder 355)
- Johannes I.
- Heiliger Esuperanzio (zirka 360–381)
- Eustasius oder Teodulo (385)
- Heiliger Martianus II. (zirka 404–zirka 420)
- Heiliger Quinziano oder Quintino † (431–zirka 466)
- Heiliger Marcello (472–?)
- Albonio (504)
- Johannes II. (zirka 557)
- Sisto (zirka 579)
- Procolo Peno (602–zirka 649)
- Meliodoro II. (649)
- Beato (660–662)
- Lorenz II. (662–?)
- Audacio (679–?)
- Ottavio (701–zirka 711)
- Benedikt I. (711–zirka 724)
- Thomas (727–zirka 744)
- Giacomo (744–zirka 753)
- Giuseppe (755–769 ?)
- Flaviano (769–?)
- Gerolamo (786–zirka 793)
- Desiderius (793–zirka 799)
- Robert (799–zirka 808)
- Valerio (808–zirka 828)
- Johannes III. (828–zirka 838)
- Rofred (838–zirka 847)
- Teodolf (848–877 oder 878)
- Johannes IV. (878–?)
- Glarardo (890–zirka 897)
- Ildegino (898–?)
- Gerebaldo (901–?)
- Benedikt II. (913–929 ?)
- Andrea Rada (926 oder 930–?)
- Giselprando (944–962)
- Johannes V. (965–968)
- Ottone (969–?)
- Guibert (973–983)
- Eribert (984–998)
- Agirio (1004–?)
- Pietro I. (1014–1077)
- Otto I. (1077–1083)
- Guido (1084–1098)
- Lambard (1105–?)
- Pietro II. (1111–1134)
- Guglielmo (1134–1144)
- Oberto (1153–1179)
- Ugo (1180–1183)
- Gandolf (zirka 1184–?)
- Otto II. (1196–1201)
- Obizzo (1202–1212)
- Pietro Busetto (1220–1255)
- Melchiorre Busetto (1255–1284)
- Sedisvakanz (1284–1288)
- Giacomo Calcinari (1288–?)
- Tiberio della Torre (1319–1325) (auch Bischof von Brescia)
- Princivalle Fieschi (1325–1348)
- Giacomo Visconti (1348–1363)
- Giovanni dei marchesi di Ceva (1364–1393)
- Pietro Giorgi (1394–1414) (auch Bischof von Novara)
- Enrico Rampini (1414–1435) (auch Bischof von Pavia)
- Gerardo Landriani (1435–1436)
- Giovanni Barbavara (1439–1460)
- Michele Marliani (1461–1475) (dann Bischof von Piacenza)
- Fabrizio Marliani (1475–1476) (dann Bischof von Piacenza)
- Giacomo Botta (1476–1496)
- Gian Domenico de Zazi (1496–1528)
- Uberto Kardinal Gambara (1528–1548)
- Cesare Gambara (1548–1591)
- Maffeo Gambara (1592–1612)
- Cosimo Dossena B (1612–1620)
- Paolo Arese CR (1620–1644)
- Francesco Fossati OSBOliv (1644–1653)
- Carlo Settala (1653–1682)
- Carlo Francesco Ceva (1683–1700)
- Giulio Resta (1701–1743)
- Giuseppe Ludovico Andujar OP (1743–1783)
- Carlo Maurizio Peyretti (1783–1793)
- Sedisvakanz (1793–1796)
- Pio Bonifacio Fassati (1796–1803)
- Sedisvakanz (1803–1817)
- Carlo Francesco Carnevale (1818–1831)
- Giovanni Negri (1833–1874)
- Vincenzo Capelli (1874–1890)
- Igino Bandi (1890–1914)
- Simone Pietro Grassi (1914–1934)
- Egisto Domenico Melchiori (1934–1963)
- Francesco Rossi (1963–1969)
- Giovanni Canestri (1971–1975)
- Luigi Bongianino (1975–1996)
- Martino Canessa (1996–2014)
- Vittorio Francesco Viola OFM (2014–2021) (dann Sekretär der Kongregation für den Gottesdienst und die Sakramentenordnung)
- Guido Marini (seit 2021)